# Sinacroneuria orientalis
Sinacroneuria orientalis är en bäcksländeart som beskrevs av Yang, C. och Ding Yang 1995. Sinacroneuria orientalis ingår i släktet Sinacroneuria och familjen jättebäcksländor. Inga underarter finns listade i Catalogue of Life.